# Sezon 2007 w tenisie ziemnym
Podsumowanie sezonu 2007 w tenisie ziemnym

## Turnieje wielkoszlemowe
- Serena Williams wygrała turniej gry pojedynczej kobiet Australian Open, zaznaczając swój powrót do światowej czołówki tenisowej i została liderką klasyfikacji Champions Race.
- Roger Federer powtórzył wyczyn z ubiegłego sezonu, dochodząc do wszystkich czterech finałów wielkoszlemowych, przegrywając jedynie z Rafaelem Nadalem w finale Roland Garros.
- Justine Henin i Rafael Nadal po raz trzeci z rzędu zostali mistrzami turnieju Roland Garros. Dla Belgijki jest to czwarty triumf w Paryżu, przed wspomnianymi trzema zwycięstwami odnotowała jedno w 2003 roku.
- Jelena Janković zdobyła pierwszy wielkoszlemowy tytuł dla Serbii (kraj ten oficjalnie występuje w rozgrywkach WTA od stycznia 2007), wygrywając wraz z Jamiem Murrayem konkurencję gry mieszanej na Wimbledonie.
- Justine Henin wygrała w tym sezonie dwa turnieje wielkoszlemowe, we wrześniu triumfując US Open na kortach Flushing Meadows w Nowym Jorku.
- Wiktoryja Azaranka zdobyła swój pierwszy tytuł wielkoszlemowy, wygrywając wraz z Maksem Mirnym turniej gry mieszanej na US Open.

## Osiągnięcia Polaków
- Urszula Radwańska wygrała juniorski: Roland Garros w deblu, Wimbledon w singlu i deblu i US Open w deblu. Wygrała turniej WTA w debla w parze z siostrą – Agnieszką.
- Agnieszka Radwańska osiągnęła czwartą rundę turnieju tenisistek w Miami. Po drodze odniosła zwycięstwo nad Martiną Hingis. Wspólnie ze swoją siostrą – Urszulą – wygrały turniej WTA w debla. Zwyciężyła w turnieju WTA – Nordea Nordic Light Open (pierwsze zwycięstwo w historii polskich zawodniczek w turniejach WTA w singlu).
- Łukasz Kubot i Oliver Marach osiągnęli finał turnieju deblistów w Casablance.

## Wielcy nieobecni sezonu
- Mary Pierce po kontuzji kolana, jaką doznała na turnieju w Linzu w 2006 roku jest nieobecna co najmniej przez pierwszą część sezonu 2007.

## Pierwsze wygrane turnieje
[1] oznacza pierwszy tytuł w karierze zawodowej.

### gra pojedyncza
- [1] Sybille Bammer (Pattaya)
- [1] Jarosława Szwiedowa – (Bengaluru)
- Roberta Vinci – (Bogota)
- Tatiana Golovin – (Amelia Island)
- [1] Gisela Dulko – (Budapeszt)
- [1] Gréta Arn – (Estoril)
- Akiko Morigami – (Praga)
- [1] Milagros Sequera – (Fez)
- Ágnes Szávay – (Palermo)
- Francesca Schiavone – (Bad Gastein)
- Agnieszka Radwańska – (Sztokholm)
- Virginie Razzano – (Kanton)
- [1] Pauline Parmentier – (Taszkent)

### gra podwójna
- Lourdes Domínguez Lino (Bogota)
- [1] Arantxa Parra Santonja (Acapulco)
- [1] Ágnes Szávay (Budapeszt)
- [1] Vladimíra Uhlířová (Budapeszt)
- [1] Wiera Duszewina (Warszawa)
- [1] Andrea Hlaváčková (Praga)
- [1] Petra Cetkovská (Praga)
- [1] Agnieszka Radwańska (Stambuł)
- [1] Urszula Radwańska (Stambuł)
- [1] Darja Kustawa (Palermo)
- [1] Sun Shengnan (Bali)
- [1] Ji Chunmei (Bali)
- [1] Hsieh Su-wei (Pekin)
- [1] Ałła Kudriawcewa (Kalkuta)
- [1] Peng Shuai (Kanton)
- [1] Kaciaryna Dziehalewicz (Taszkent)
- [1] Christina Fusano (Québec)
- [1] Raquel Kops-Jones (Québec)

### gra mieszana
- Nathalie Dechy (Roland Garros)
- Jelena Janković (Wimbledon)
- Jamie Murray (Wimbledon)
- Wiktoryja Azaranka (US Open)

## Powroty na światowe korty
- Serena Williams – w sezonie 2006, nękana kontuzjami, zagrała jedynie cztery turnieje. Powrót na korty zwieńczyła triumfem na Australian Open 2007.
- Venus Williams – w sezonie 2006 także nękana kontuzjami, zagrała w kilku turniejach. W sezonie 2007 odniosła zwycięstwo na kortach Wimbledonu i przypieczętowała swój powrót na korty tenisowe.
- Guillermo Cañas powrócił do zawodowego tenisa po przerwie związanej z dyskwalifikacją za zażywanie środków dopingujących. Już w dwóch pierwszych startach Argentyńczyk pokonał lidera rankingów, Rogera Federera.
- Lindsay Davenport – po urodzeniu dziecka powróciła na światowe korty, wygrywając turniej Commonwealth Bank Tennis Classic 2007.

## Zakończyli karierę
- Li Ting – mistrzyni olimpijska z Aten w grze podwójnej zakończyła sportową karierę w lutym 2007 roku.
- Anna Smasznowa – tenisistka zapowiedziała zakończenie kariery po turnieju wimbledońskim.
- Kim Clijsters – triumfatorka trzech turniejów wielkoszlemowych (dwóch w deblu i jednego w singlu), liderka rankingu WTA zarówno w singlu jak i w deblu, zwyciężczyni dwóch turniejów Mistrzyń.
- Anastasija Myskina – triumfatorka jednego turnieju wielkoszlemowego (Roland Garros w singlu).
- Paola Suárez – była liderka światowej klasyfikacji deblistek, mistrzyni wielkoszlemowa w grze podwójnej.
- Corina Morariu – czołowa deblistka amerykańska.
- Justin Gimelstob – mistrz turniejów wielkoszlemowych w grze mieszanej.
- Martina Hingis – z dniem 1 listopada po raz drugi ogłosiła zakończenie swojej kariery tenisowej. Wcześniej uczyniła to z powodu kontuzji kostki jesienią 2002 roku. Do zawodowej rywalizacji powróciła w styczniu 2006. Mistrzyni turniejów wielkoszlemowych w singlu, deblu i mikście, jedna z pięciu w historii jednoczesnych liderek rankingów singlowych i deblowych.
- Tim Henman – najlepszy tenisista w historii Wysp Brytyjskich w erze open.